# Jon Avnet
Jon Avnet (Brooklyn, Nova Iorque, 17 de Novembro de 1949) é um realizador dos Estados Unidos.

## Filmografia
- 2007 - Starter wife (TV)
- 2007 - 88 minutes
- 2006 - Sixty minute man (TV)
- 2005 - Conviction (TV)
- 2001 - Uprising (TV)
- 1997 - Red corner
- 1996 - Up close & personal
- 1994 - The War (filme)
- 1991 - Fried Green Tomatoes
- 1986 - Between two women (TV)